# Bảo tàng Nghệ thuật Hồng Kông
Bảo tàng Nghệ thuật Hồng Kông (tiếng Trung: 香港藝術館) là bảo tàng nghệ thuật chính của Hồng Kông. Bảo tàng Nghệ thuật Hồng Kông do Sở Dịch vụ Giải trí và Văn hóa thuộc Chính quyền Hồng Kông quản lý. Chi nhánh của nó, Bảo tàng Trà Cụ, nằm tại Công viên Hồng Kông.
Bảo tàng Nghệ thuật Hồng Kông tạm đóng vào năm 2015 cho kế hoạch nâng cấp mở rộng nhiều năm. Theo kế hoạch, bảo tàng sẽ được mở cửa lại vào năm 2019.

## Trưng bày
Bảo tàng thay đổi trưng bày khá thường. Hiện vật trưng bày ở Bảo tàng Nghệ thuật Hồng Kông chủ yếu gồm các họa phẩm, thư pháp và tượng từ Hồng Kông, Trung Quốc và các khu vực khác trên thế giới. Nó cũng hợp tác với các bảo tàng khác.

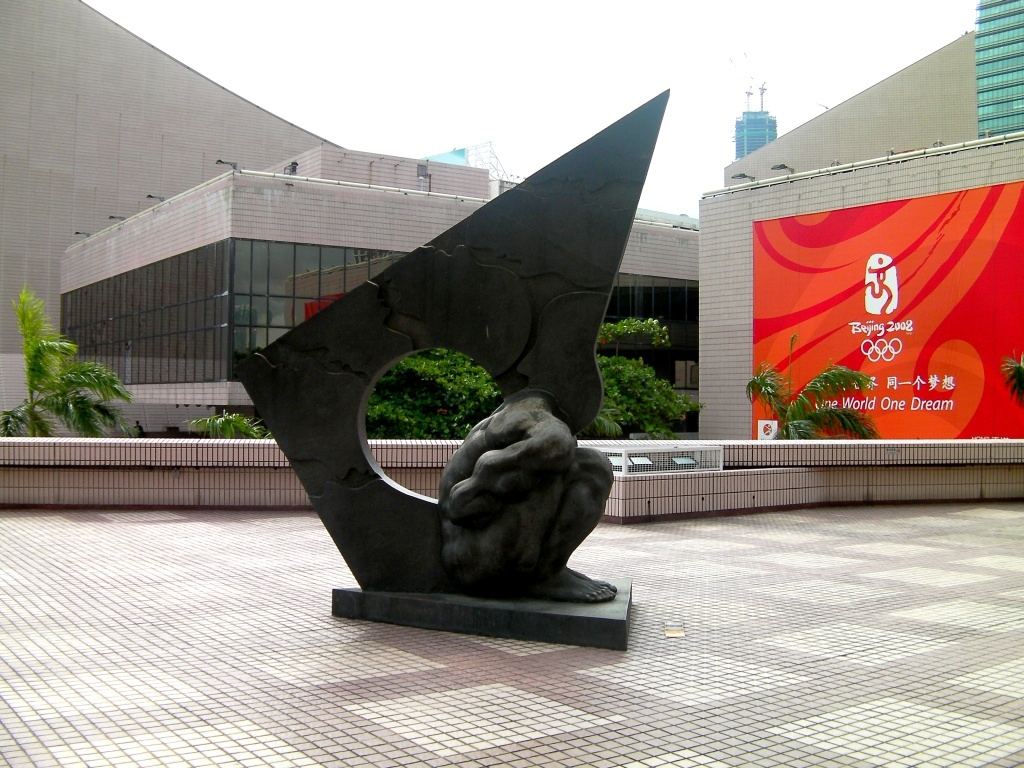
Một bức tượng trên sàn Bảo tàng Nghệ thuật Hồng Kông

## Lịch sử
Bảo tàng do Cục Thị chính Hồng Kông thành lập năm 1962 với tên gọi Viện bảo tàng và Phòng nghệ thuật Tòa thị chính (tiếng Anh: City Hall Museum and Art Gallery) tại Tòa thị chính Hồng Kông ở Trung Hoàn, Hồng Kông. Tháng 7 năm 1975, nó được tách ra thành Bảo tàng Lịch sử Hồng Kông và Bảo tàng Nghệ thuật Hồng Kông. Bảo tàng Lịch sử sau đó được dời đến Công viên Cửu Long vào năm 1983. Trước khi rời Tòa thị chính năm 1991, bảo tàng nghệ thuật tọa lạc tại tầng 8 (rear portion), 9, 10, và 11 của khối nhà High Block. Ngày nay, nơi đây là một thư viện công cộng.

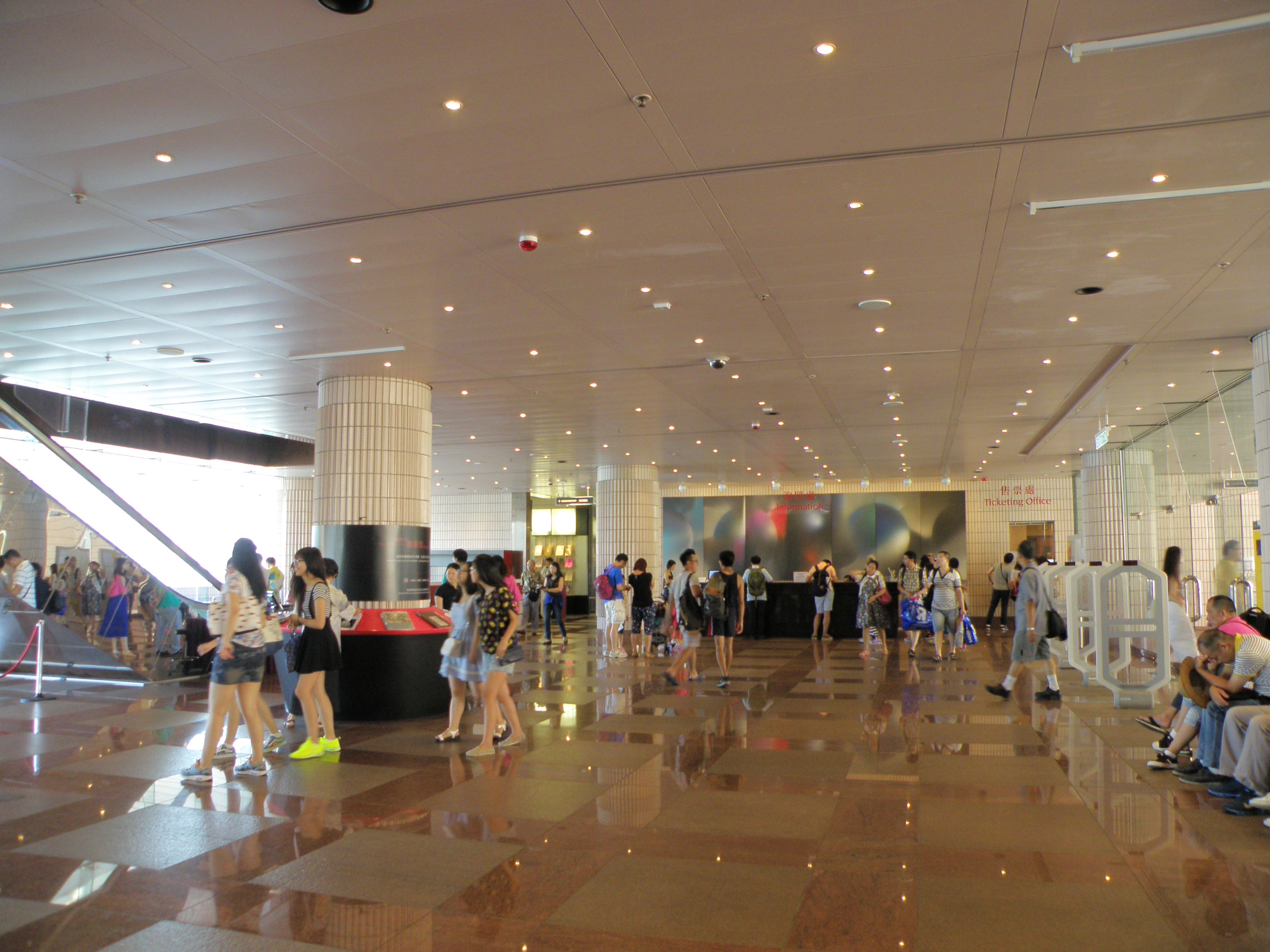
Sảnh vào bảo tàng

Đến năm 1991, bảo tàng di dời tới cơ sở hiện nay ở số 10 Đường Salisbury, Hồng Kông, gần Trung tâm Văn hóa Hồng Kông và Bảo tàng Không gian Hồng Kông ở Tiêm Sa Chủy.
Bảo tàng đóng cửa ngày 3 tháng 8 năm 2015 cho kế hoạch nâng cấp mở rộng trị giá 400 triệu đô la.

## Phương tiện tham quan
The museum is within walking distance of both Trạm Tiêm Sa Chủy Đông và Trạm Tiêm Sa Chủy của hệ thống giao thông MTR Hồng Kông. It is even nearer the Tsim Sha Tsui Ferry Pier, which offers services to Loan Tể and Central.